# بريان تود (لاعب دوري الرغبي)
بريان تود (بالإنجليزية: Bryan Todd)‏ هو لاعب دوري الرغبي بريطاني، ولد في 5 أبريل 1938 في إنجلترا في المملكة المتحدة، وتوفي في 9 يونيو 2018 في Aberglasslyn, New South Wales ‏ في أستراليا.